# Echium vulcanorum
Echium vulcanorum (nome popular: língua-de-vaca) é uma espécie dea família Boraginaceae. É endémica de Cabo Verde e está listada pela IUCN como estando em perigo. Foi descrita em julho de 1934 por Auguste Chevalier na sua visita ao arquipélago, e designada em 1935 em função do local onde foi encontrada, no interior da caldeira vulcânica do Vulcão do Fogo.
Encontra-se apenas na ilha  do Fogo, acima dos 1700 m de altitude.
A planta é bienal, com altuda de 1,5 a 2 m, estames lenhosos e erecta, com folhas lanceoladas de 6 a 10 cm de comprimento por 1,5 a 2 cm de largura. É de forma cónica e de flores brancas listadas de azul.
Em conjunto com a Echium hypertropicum e a Echium stenosiphon, tem o nome local de língua-de-vaca devido à textura das folhas. A planta é usada com  fins medicinais, como xarope para a tosse.